# Acronicta oblinita
Acronicta oblinita is een nachtvlinder uit de familie Noctuidae, de uilen.

## Omschrijving
De imago heeft een spanwijdte van 36–54 mm. De vlinder vliegt van april tot september en kent één jaarlijkse generatie. De voorvleugel is bruin van kleur en de achtervleugel vuilwit. De voorvleugels zijn smaller dan bij andere soorten uit het geslacht Acronicta in Noord-Amerika. Op het lichaam van de imago bevindt zich een witte brede baan.

## Incidentie
De soort komt voor in de oostelijke staten van Noord-Amerika, alsmede in Canada (Nova Scotia en delen van Brits-Columbia ten noorden van het Athabascameer) en zuidelijker ook tot in de Amerikaanse staten Florida en Texas.

## Rups
De rups van A. oblinita is zwart van kleur met ter linkerzijde en rechterzijde smalle gele banen en daartussen rode bosjes afweerstekels.

### Waardplanten
Acronicta oblinita heeft diverse waardplanten en wordt gevonden op veel soorten struiken, bomen en vaste planten. De soort ontwikkelt zich zo nu en dan tot plaag in de fruitteelt, doordat de rupsen bij massaal voorkomen de waardplanten ontbladeren.